# 李敏 (医生)
李敏（1962年—），壮族，广西隆安人，中华人民共和国政治人物、第十一届全国人民代表大会广西地区代表。
毕业于华中科技大学流行病学与卫生统计学专业。担任广西壮族自治区人民医院副院长。2008年起担任全国人大代表。